# Third Day
Third Day – amerykański zespół grający Christian rock (rock chrześcijański). Zespół założyli powstał na początku lat 90. w Marietcie w stanie Georgia
Kiedy w 1992 roku kościół, do którego uczęszczał Mark Lee odwiedzali ówcześni muzycy gitarzysta zaproponował grupie młodzieżowej by założyli własny zespół, który mógłby prowadzić uwielbienie w tym właśnie kościele. Wokalistą grupy został Mac Powell. Wkrótce za bębnami zasiadł David Carr, doszedł również basista Tai Anderson.
W 1993 r. Third Day zaczął koncertować w okolicach Atlanty. Mniej więcej w tym właśnie czasie z zespołu postanowił odejść Billy Wilkins. Mimo to (dzięki dochodom z koncertów) grupa wydała swoją pierwszą płytę w liczbie 2000 sztuk. Wkrótce zaczęły się również poszukiwania nowego gitarzysty. Po krótki czasie do zespołu dołączył Brad Avery
Już w pełnym składzie Third Day poszerzył swój obszar koncertowy. Wtedy też podpisał kontrakt z Reunion Records Natychmiast, wznowili oficjalną wersję pierwszego albumu Third Day. Płyta ta została sprzedana się w liczbie 300 tys. kopii i została pozytywnie przyjęta przez krytyków. Wtedy też w czasopiśmie Billboard pojawił się artykuł o owej grupie. Czytamy tam „ Third Day nie jest tylko jednym z najlepszych zespołów chrześcijańskich lat 90., ale również jednym z najlepszych zespołów rockowych, tego okresu”.
W 1996 roku wraz z popularnym wtedy zespołem NewsBoys Third day zagrał jako support podczas 5 koncertów wzdłuż wybrzeża zachodniego. W tym samym roku band otrzymał nominacje do nagrody Dove Award dla nowego Artysty Roku.
W 2001 roku zespół wydał swój pierwszy album DVD. Pod koniec tego roku mieli na swoim koncie w sumie pięć nagród Dove oraz pierwszą nagrodę Grammy, album również zdobył status złotej płyty.
W 2004 roku Third Day wydał płytę Wire i w czerwcu tego samego roku koncertował również w Europie.
Po dwóch latach wydali płytę świąteczną, a w 2008 roku pojawiła się płyta Revelation. Niestety zespół opuścił wtedy gitarzysta Brad Avery. W 2009 roku zespół został wprowadzony w Georgia Music Hall of Fame (muzyczna hala sław w stanie Georgia).
W 2010 roku ukazuje się kolejna płyta zespołu zatytułowana Move. Natomiast w 2012 zespół wydaje najnowszy krążek w swoim dorobku artystycznym zatytułowany Miracle.

## Skład zespołu
- Mac Powell – wokal/gitara
- Mark Lee – gitara elektryczna
- Tai Anderson – gitara basowa
- David Carr – bębny, perkusja
- Scott Wilbanks – klawisze

## Byli członkowie
- Billy Wilkins – klawisze
- Geof Barkley – klawisze
- Brad Avery – gitara elektryczna

## Dyskografia
- Third Day (1996)
- Conspiracy No.5 (1997)
- Southern Tracks (1999)
- Time (1999)
- Offerings (2000)
- Come Together (2001)
- Carry Me Home (2002)
- Offerings II (200
- Wire (2004)
- Live Wire (2004)
- Wherever You Are (2005)
- Christmas Offerings (2006)
- Chronology Volume 1 (2007)
- Chronology Volume 2 (2007)
- Revelation (2008)
- Live Revelations (2009)
- Move (2010)
- Miracle (2012)
- Lead Us Back: Songs of Worship (2015)
- Revival (2017)